# Wilhelm Kaufmann (Turner)
Wilhelm Kaufmann (* 17. Februar 1872 in Speyer; † 20. Jahrhundert) war ein deutscher Kunstturner.

## Biografie
Wilhelm Kaufmann nahm bei den Olympischen Sommerspielen 1908 in London im Einzelmehrkampf teil. Bei der Eröffnungsfeier war er Fahnenträger der deutschen Delegation.